# Athénodore Cordylion
Pour les articles homonymes, voir Athénodore.
Athénodore de Tarse, dit Cordylion (en grec, Κορδυλίων Ἀθηνόδωρος / Athénodoros Kordylion) est un philosophe stoïcien grec du Ier siècle av. J.-C.

## Biographie
Né à Tarse, Athénodore fut intendant de la bibliothèque de Pergame ; il essaya de faire disparaître des écrits de Zénon et d'autres stoïciens les passages qui le choquaient. Il vécut à Rome où il fut l'ami de Caton d'Utique (vers 70 av. J.-C.) et y finit sa vie. 

## Sources
- Jacques George de Chauffepié, Nouveau dictionnaire historique et critique pour servir de supplément ou de continuation au Dictionnaire Historique  et critique de M. Pierre Bayle, t.1, 1750, p. 527
- Jacques Brunschwig, Les Stoïciens et leur logique, Vrin, 2006, p. 194